# NGC 2871
NGC 2871 je zvijezda u zviježđu Lavu.

## Vanjske poveznice
- SEDS: NGC 2871